# Eugène Charles Catalan
Eugène Charles Catalan (30. května 1814 Bruggy – 14. února 1894 Lutych) byl belgicko-francouzský matematik. Jsou po něm pojmenována Catalanova čísla, Catalanova věta a catalanovská tělesa.[zdroj⁠?!]

## Život
Bruggy byly v době jeho narození pod správou Francie, když mu byl rok, staly se součástí Nizozemského království. Již v dětství se však rodina přestěhovala do Lille, roku 1825 (v Catalanových dvanácti letech) pak do Paříže.
Jeho otec byl klenotníkem a chtěl, aby se Eugène v tomto řemesle také vyučil. V roce 1824 se tři měsíce skutečně klenotníkem učil, ale otec musel uznat, že mu pro toto řemeslo chybějí vlohy. Po přestěhování do Paříže se otec stal architektem a Eugène ho chtěl následovat, proto začal studovat École Royale gratuite de Dessin et de mathématiques en Faveur des Arts Mécaniques. Souběžně navštěvoval kurzy na École des Beaux-Arts. Na École gratuite de Dessin již od roku 1829, ještě jako žák (!), učil geometrii. Toto místo učitele si udržel do roku 1833.
Toho roku byl přijat na École Polytechnique, technickou vysokou školu v Paříži. Matematiku ho zde učil Joseph Liouville a Gabriel Lame. Absolvoval roku 1835. Vzápětí byl jmenován profesorem na École des Arts et Métiers v Châlons-sur-Marne. Roku 1836 vydal článek, v němž definoval Catalanova čísla, svůj patrně nejdůležitější koncept.
V roce 1837 se vrátil do Paříže a o rok později spolu s Jacquem Charlesem Françoisem Sturmem a Josephem Liouvillem založil École Sainte-Barbe, jež sídlila nedaleko Sorbonny. Šlo o technickou střední školu, která měla připravovat ke studiu na École Polytechnique. Ve stejném roce Catalan začal učit deskriptivní geometrii právě na École Polytechnique. V roce 1841 získal doktorát v matematice, vzápětí poté v astronomii. V roce 1840 se stal členem bratrstva Filomatů, v roce 1844 se stal jeho tajemníkem. V roce 1843 publikoval článek, ve kterém formuloval tzv. Catalanovu větu. Ve stejném roce zahájil spolupráci a (nakonec padesátiletou) korespondenci s ruským matematikem Pafnutijem Čebyševem.
Od studentských let byl Catalan vášnivým republikánem a antimonarchistou, což brzdilo jeho kariéru. Roku 1848 se zapojil do revolučního dění. Byla vyhlášena republika, což zmírnilo ústrky, které zažíval, navíc se stal členem Národního shromáždění. Přesto se dostal znovu do konfliktu, když roku 1850 opustil Polytechniku, jako několik dalších kolegů, na protest proti reformám, jež řídili zejména Jean-Victor Poncelet a Jean-Marie Duhamel. Jedna z věcí, se kterou se Catalan nemohl smířit, bylo omezení výuky čisté matematiky. Učil pak na Lycée Saint Louis. Jenže roku 1851 republika (tzv. druhá republika) padla, nastoupil císař Napoleon III. a Catalan odmítl složit mu přísahu věrnosti, takže přišel i na lyceu o práci. Žil poté v Paříži bez stálého zaměstnání, mohl ovšem publikovat matematické články v časopise svého učitele Liouvilla Journal de mathématiques pures et appliquées. Později začal publikovat v Comptes Rendus vydávaném Akademií věd, v naději, že bude do Akademie zvolen. Publikoval zde mj. studie o tzv. minimálním povrchu a minimální křivce. Ovšem akademikem zvolen nebyl. Po třinácti letech bez práce byl nakonec jmenován profesorem na univerzitě v Lutychu. Vrátil se tedy de facto do své vlasti (v tu dobu již byla Belgie samostatná), ale on sám se považoval za Francouze. Učil v Lutychu až do odchodu do důchodu v roce 1884 a v Lutychu i dožil. Roku 1865 se stal členem belgické Académie Royale des Sciences, des Lettres et des Beaux Arts.